# Кашперовка (Киевская область)
Ка́шперовка (укр. Кашперівка) — село, входит в Белоцерковский район Киевской области Украины. Население по данным 2023 года составляло 2764 человека.

## Географическое положение
Село, расположенное на берегу реки Роськи, в 7 км от районного центра, расстояние до областного центра составляет 138 км.

## История
Село впервые упоминается в конце XVI века как владение феодала Кошки. Последними владельцами села была семья Ташкевичей, которые продали его Осибовичу Змигродскому. Им был заложен небольшой парк площадью 6 га и поместье с тайным ходом в охотничий дом, находящийся на окраине леса. До нашего времени сохранился парк, напоминающий больше сквер, и жилой дом мало похож на поместье.
В 1686 году между Русским царством и Речью Посполитой был подписан «Вечный мир», в соответствии с которым Кашперовка осталась в составе Польши.
От владельца Тетиевского ключа, графа Тимофея Острожского, село Кашперовка передано его сыну Афанасию Острожскому, который впоследствии во второй половине XVIII в. продал село Филиппу Потоцкому. При Потоцком село распространилось на левый берег Роськи и разделались посевные площади земель. 
После раздела Речи Посполитой село вошло в состав Таращанского уезда Киевской губернии Российской империи.
Потоцкий продал эту местность господину Читковскому, а тот господину Швайковскому. По распоряжению молодого Швайковского в селе строится кирпичный завод, а в 1840 году — винокурня, на которой работали крепостные крестьяне.
В 1910 году началось строительство железной дороги к селу (оконченное в 1926 году).
Очень низким был образовательный уровень населения. Существовала только одна церковная школа, в которой в 1905—1908 годах обучалось 50 учеников. Незадолго до революции земство построило двухклассную школу. В 1907—1910 годах в селе был создан любительский драмкружок (в нем начинала свою деятельность будущая народная артистка УССР Л. В. Мациевская-Моринец).
В 1923 году Кашперовка становится селом Тетиевского района Белоцерковского округа. В 1925 году здесь насчитывалось 1009 дворов и 4125 жителей. Сельский совет большое внимание уделял улучшению быта трудящихся. Были открыты три магазина — один сельский и два потребсоюза. Налажено охране здоровья трудящихся. С 1923 года при заводе работала больница, при школе-врачебный пункт. В этом году открыли детский дом. Культурно-массовую работу проводили клуб, библиотека, изба-читальня. Сельский совет приобрёл киноустановку.
В 1935 году семилетняя школа была преобразована в среднюю.
В ходе Великой Отечественной войны 17 июля 1941 село оккупировали немецкие войска. Они вывозили в Германию сахар, хлеб, скот, отправили на каторжную работу свыше 100 человек. В 1942 году в селе и в районе возникло подполье и началась партизанская борьба. Партизанский отряд свою деятельность направлял на освобождение людей, которых вывозили в Германию. В 1942 году фашисты напали на след подпольщиков и арестовали П. И. Томчая и Е. Ф. Панченко, которых потом замучили.
В 1967 году в селе был построен Дом культуры на 450 мест, возле которого был установлен памятник В. И. Ленину.
В мае 1995 года Кабинет министров Украины утвердил решение о приватизации находившихся здесь сахарного завода и обеспечивавшего его сырьём свеклосовхоза.
По переписи 2001 года численность населения составляла 3689 человек.

## Транспорт
- железнодорожная станция Кашперовка на линии о. п. Слободской Пост — ст. Кашперовка Юго-Западной железной дороги (закрыта).

Также через село проходят автомобильные дороги общегосударственного значения Тетиев — Киев, Тетиев — Оратов, Винница.

## Известные уроженцы
- А. И. Степовой — Герой Советского Союза.
- Л. В. Моринец-Мациевская (1889-1955) — народная артистка УССР (1947).